# Elliot Colburn
Elliot Haydn George Colburn, né le 6 août 1992 à Carshalton, est un homme politique britannique, membre du Parti conservateur.

## Biographie
Elliot Colburn est né et a grandi à Carshalton, dans le sud de Londres. Il travaille pour le National Health Service.
En mai 2018, il est élu au conseil du borough londonien de Sutton, représentant la ville de Cheam.
Lors des élections générales de 2019, il est élu à la Chambre des communes en battant le député sortant libéral-démocrate Tom Brake élu depuis 1997. Avec 42,4 % des suffrages, il bat Brake de 629 voix. Dans une élection marquée par le thème du Brexit, il remporte ainsi une circonscription qui avait voté à 56 % en faveur de la sortie de l'Union européenne en 2016.

## Vie privée
Colburn est ouvertement homosexuel.